# Paul Kingsman
Paul Kingsman (Nueva Zelanda, 15 de junio de 1967) es un nadador neozelandés retirado especializado en pruebas de estilo espalda, donde consiguió ser medallista de bronce olímpico en 1988 en los 200 metros.

## Carrera deportiva
En los Juegos Olímpicos de Seúl 1988 ganó la medalla de bronce en los 200 metros espalda, con un tiempo de 2:00.48 segundos, tras el soviético Igor Polyansky y el alemán Frank Baltrusch (plata con 1:59.60 segundos).
Y en los Campeonato Pan-Pacífico de Natación de Brisbane 1987 y Tokio 1989 también ganó el bronce en los 100 y 200 metros espalda, respectivamente.